# Centrale nucléaire d'Almaraz
La centrale nucléaire d'Almaraz est située au nord-ouest de la province de Cáceres, dans la communauté autonome d'Estrémadure appelée Campo Arañuelo, à environ 100 km de la frontière portugaise. Elle est refroidie par le Tage. 

## Description
Elle possède deux réacteurs de puissance identique :
| Nom du réacteur | Type de réacteur | Modèle | Puissance Brute (MW) | Puissance Nette (MW) | Début de construction | Raccordement au réseau | Mise en service commerciale |
| --------------- | ---------------- | ------ | -------------------- | -------------------- | --------------------- | ---------------------- | --------------------------- |
| Almaraz-1       | REP              | WH 3LP | 1049                 | 1011                 | 03.07.1973            | 01.05.1981             | 01.09.1983                  |
| Almaraz-2       | REP              | WH 3LP | 1044                 | 1006                 | 03.07.1973            | 08.10.1983             | 01.07.1984                  |

Ces deux réacteurs dont la construction a démarré en 1972 peuvent produire 9 % des besoins en électricité de toute l'Espagne. 

Cette centrale est la troisième centrale construite en Espagne après celle de Zorita et celle de Santa María de Garoña. C'est la première centrale espagnole équipée de réacteurs de la 2e génération. D'après l'organisation Ecologistas en Acción, au moins 75 incidents auraient été enregistrés à Almaraz entre 2007 et 2010. Le 7 mai 2020, le Conseil de sécurité nucléaire autorise la centrale à poursuivre l'exploitation des deux réacteurs jusqu'en 2028.
Production d'électricité de 2010 à 2022
| Année | Production Totale (GWh) |
| ----- | ----------------------- |
| 2010  | 14 891                  |
| 2011  | 15 256                  |
| 2012  | 15 044                  |
| 2013  | 15 108                  |
| 2014  | 15 201                  |
| 2015  | 16 074                  |
| 2016  | 15 174                  |
| 2017  | 16 347                  |
| 2018  | 15 698                  |
| 2019  | 16 325                  |
| 2020  | 15 279                  |
| 2021  | 15 222                  |
| 2022  | 16 032                  |

## Exploitation
La centrale appartient à trois compagnies : 
- Iberdrola pour 53 %,
- Union Fenosa pour 11 %,
- Endesa pour 36 %.

## Stockage de déchets nucléaires
Fin décembre 2016, le gouvernement espagnol autorise la construction d’un dépôt de déchets nucléaires sur le site de la centrale. À la suite de cette décision, le gouvernement portugais dépose une plainte auprès de la Commission européenne.
En février 2017, le gouvernement espagnol suspend son projet de stockage de déchets nucléaires le temps de consulter le Portugal[réf. nécessaire].